# Клавдія Октавія
Клавдія Октавія (40 — 62) — дружина римського імператора Нерона.

## Життєпис
Походила з патриціанського роду Клавдіїв. Донька імператора Клавдія та Валерії Мессаліни. У 41 році була заручена із Луцієм Юнієм Сіланом Торкватом, нащадком імператора Октавіана Августа. Втім весілля не відбулося. У 48 році Мессаліна накликала на себе гнів чоловіка і, бажаючи здобути поблажливість, спрямувала до нього Октавію разом з її братом Британіком, щоб благати про пощаду, проте вільновідпущеник Нарцис не допустив їх до принцепса. Клавдій не пом'якшав, й Мессаліну було страчено.
Новою дружиною імператора стала Агріппіна, яка бажала зробити спадкоємцем Клавдія свого сина Луція Доміція Агенобарба від першого шлюбу з консулом Гней Доміцій Агенобарб. Агріппіна розірвала заручини Октавії з Сіланом й домоглася її заручення із своїм сином. У 50 році Луцій Агенобарб був всиновлений Клавдієм і отримав ім'я Нерон, а Октавія віддана в удочеріння в інше сімейство, щоб наречений не був їй братом.
У 53 році Октавія вийшла заміж за Нерона, який у 54 році став наступником Клавдія. Незважаючи на свою бездоганну вірність, Октавія не користувалася любов'ю Нерона, постійними коханками якого були спочатку Акта, потім Поппея Сабіна. У 55 році Нерон розпорядився отруїти Британіка, брата Октавії, побоюючись, що той може стати претендентом на імператорську владу, і Британік помер на очах своєї сестри.
Незабаром Агріппіна втратила вплив на Нерона, й відносини між ними погіршилися. Бажаючи знайти підтримку в інших членів імператорської сім'ї, Агріппіна зблизилася з Октавією, стала виявляти до неї свою прихильність й активно протидіяти спланованому розлученню Нерона з нею. У 59 році Агріппіна була вбита за наказом Нерона. У 62 році Нерон розлучився з Октавією, пославшись на її безпліддя, і одружився зі своєю коханкою Поппеєю Сабіною.
За намовою Поппеї Октавія була звинувачена у перелюбі з рабом Евкером, хоча багато з її рабів навіть під тортурами заявили про невинність своєї пані. Октавія була вислана у Кампанію, де утримувалася там під вартою. Вона була дуже популярна в народі, а її доля викликала співчуття, тому що звинувачення в подружній зраді вважалося наклепницьким. Помилкові чутки, які незабаром поширилися у Римі, про повернення Октавії призвели до всенародного триумфу, який вилився у масові безлади при спробі вігілів його припинити. Стурбований популярністю Октавії, Нерон вдруге звинуватив її в перелюбі, цього разу з префектом Мізенского флоту Анікетом. Октавія була визнана винною в тому, що спокусила Анікета, бажаючи отримати контроль над флотом, та перервала вагітність. Нерон засудив її до заслання на о. Пандатерію, а 7 липня 62 року Октавія була вбита за наказом імператора. Її голову доставили у Рим й передали Поппеї.